# Павлова (Московская область)
Павлова — посёлок в муниципальном округе Егорьевск Московской области России .  

## География
Посёлок Павлова расположен в юго-западной части муниципального округа Егорьевск, примерно в 26 километрах к юго-востоку от города Егорьевска. По западной окраине посёлка протекает река Устынь. Высота над уровнем моря 113 метров.

## История
До 1994 года посёлок входил в состав Раменского сельсовета Егорьевского района, а в 1994—2006 годы — Раменского сельского округа.
До 2015 года входило в состав сельского поселения Раменское.
С 1935 года в черте посёлка функционирует Егорьевский психоневрологический интернат.

## Демография
По переписи 2002 года — 1198 человек (647 мужчин, 551 женщина). Население — 927 человек (2010).
| 2002 | 2006 | 2010 |
| ---- | ---- | ---- |
| 1198 | ↘252 | ↗927 |